# Salvatierra de Tormes
Salvatierra de Tormes – gmina w Hiszpanii, w prowincji Salamanka, w Kastylii i León, o powierzchni 34,67 km². W 2011 roku gmina liczyła 65 mieszkańców.